# St Mary’s Church (Burham)
St Mary’s Church (oder auch Church of St Mary the Virgin) ist eine zur Zeit inaktive anglikanische Gemeindekirche des Dorfes Burham in Kent, England. Die Kirche ist wegen ihrer architektonischen und historischen Bedeutung ein bei der englischen Denkmalschutzbehörde Historic England seit 1959 Grade I gelistetes Bauwerk. Sie wird vom Churches Conservation Trust sowie den Friends of St Mary’s Burham betreut. Die Kirche befindet sich heute ca. 1,5 km westlich der Ortschaft im Bereich der Wüstung des alten Ortes an einem Prallhang des River Medway und ist am Pilgrims’ Way gelegen, welcher der alte Pilgerweg nach Canterbury ist. Burham liegt am gegenüberliegenden Ufer von Snodland, wobei die Ähnlichkeit der Kirchtürme beider Kirchen mit ihrer gemeinsamen Funktion als Kirchen an einem Pilgerpfad in Verbindung gebracht wird. Sie waren auch durch eine Fähre verbunden. Bis zur Aufgabe und Verlagerung der Ortschaft war sie die Pfarrkirche des Ortes.

## Geschichte
Die Kirche wurde im Wesentlichen im 12. Jahrhundert (möglicherweise 11. Jahrhundert) errichtet und erhielt einige Ergänzungen und Umbauten bis hin zum 15. Jahrhundert. Das älteste Baumaterial stammt aus römischen Dachziegeln, deren Herkunft aus einer römischen Villa vermutet wird. Auch römische Backsteine sollen in der Kirche vermauert sein. Der Turm wurde wohl aus Spendengeldern von Pilgern errichtet. Ein jeweils an der Nord- und Südseite im 14. Jahrhundert bei Umbaumaßnahmen hinzugefügtes Seitenschiff wurden zu einem unbekannten Zeitpunkt etwas mehr als 100 Jahre später wieder abgerissen. Die Kirche wurde 1956 restauriert. Zwei Glocken aus dem 18, Jahrhundert wurden in anderen Kirchen aufgehängt, die älteste Glocke aus dem frühen 14. Jahrhundert wurde 1982 gestohlen. Ein Einbruch in der Kirche im Jahre 2013 führte zu Verlust des Messing-Kruzifixes und weiterer sakraler Gegenstände.
Im 19. Jahrhundert wurde die Ortschaft Burham auf eine höher gelegene Stelle verlegt und auch dort eine neue Kirche errichtet, die bereits wieder abgerissen wurde. Auf dem Friedhof der alten Kirche fanden bis 1920 noch Belegungen statt. Die alte Kirche wurde durch die Arbeit einer Vereinigung namens The Friends of Friendless Churches gerettet. Drainagen, die gelegt wurden, sollen die Untergrundfeuchte ableiten, im Winter ist die Kirche durch Hochwasser gefährdet.

## Das Gebäude
St Mary’s wurde aus Bruchsteinen aus Kalk- und Sandstein errichtet, auch Feuerstein soll vorkommen. Das Dach ist mit Ziegeln gedeckt. Der heutige Baubefund besteht aus einem Kirchenschiff mit einem südlich gelegenen Portal, einem Chorraum und einem Westturm aus dem 14. Jahrhundert. Der dreistöckige Turm hat eine zinnenartig gestaltete Brüstung. An seiner Südwestseite befindet sich ein achteckiger Treppenturm. In der Nordwand des Kirchenschiffes sind drei Fenster eingelassen, auf der Südseite finden sich zwei Fenster und ein  Eingangsportal. Eine Stufe, die im Portal abwärts in die Kirche führt, gilt als Hinweis auf die Zunahme des Bodenniveaus des umgebenden Friedhofes. Vermauerte Bögen weisen auf die Existenz einer ehemaligen Verbindung zwischen dem nicht mehr vorhandenen nördlichem Seitenschiff und dem Hauptschiff hin. Sie sind an der Außenseite der Nordwand noch erkennbar, wobei der östlichste nur noch hälftig vorhanden ist. Die Fenster aus dem 14. Jahrhundert – in diesen vermauerten Bögen eingelassen – stammen vermutlich aus den abgerissenen Seitenschiffen. Der Chorraum aus dem 13. Jahrhundert mit zwei originalen seitlichen Fenstern wurde bei den Abrissarbeiten auch gekürzt und erhielt dabei sein heutiges Ostfenster – ebenfalls 14. Jahrhundert – aus der Abrissmasse. Einfache Bögen aus dem 13. Jahrhundert, quadratische Säulen und abgekantete Bögen sind erkennbar. Der heutige Innenraum hat eine Holzbedachung getragen von Quadersteinen. In der Kirche befinden sich zwei Taufbecken normannischer Fertigung mit romanischen Steinschnitzereien, wobei das eckige Taufbecken mit Arkadendekorationen an der Seite zur Originalausstattung der Kirche gehört. Das runde Taufbecken wurde erst nach dem Abriss der neuen Kirche im Jahre 1981 hierher überführt; allerdings nur das Becken selbst ist normannisch, wobei der Fuß aus dem 19. Jahrhundert stammt.